# Michel Buenzod
Michel Buenzod, né le 3 janvier 1919 à Paris et mort le 4 janvier 2012 à Lausanne, est un écrivain et enseignant vaudois.

## Biographie
Michel Buenzod passe son enfance dans la capitale française. Sensible à la pauvreté, il milite dès l'âge de 15 ans pour la création du Front populaire, avant de suivre ses parents en Suisse, en 1935. À Lausanne, il fréquente l'Université et obtient une licence en sciences économiques, une licence en sciences sociales et une licence en sciences politiques. Il s'oriente ensuite vers l'enseignement, notamment à l'École professionnelle commerciale de Lausanne puis à l'École supérieure de commerce. Il est également adjoint de la faculté à l'École des HEC de l'Université de Lausanne [réf. nécessaire].

## Œuvres littéraires
Auteur de plusieurs textes dramatiques, tous mis en scène ou en ondes, Michel Buenzod est également romancier. Il écrit un roman fortement autobiographique, Le temps des camarades (1995), plaidoyer pour le communisme dans lequel il relate son action de militant dans les mouvements sociaux et progressistes et l'espoir qu'il avait ressenti lors de la révolution socialiste. Il reçoit le Prix Bibliomedia et le Prix des auditeurs de la RSR pour son deuxième roman La fabrique du corps qui retrace la vie aventureuse et héroïque d'un médecin belge du XVIe siècle, André Vésale, inventeur de l'anatomie moderne. En 1999, il écrit Moi Lénine.
Responsable d'une action suisse pour le désarmement nucléaire multilatéral, Michel Buenzod écrit en 1982 un pamphlet intitulé La Suisse et le désarmement multilatéral. Il est également l'auteur, avec Pierre Favrod, en 1963. d'une grammaire intitulée Aimer la grammaire, l'orthographe, la vie des mots, qui connut un grand succès [réf. nécessaire] et plusieurs éditions.
En 2006, paraît aux Éditions de l'Aire Les quatre enfances d'Emmanuel, récit autobiographique. Il a en outre été l'auteur d'une fiction à la fois historique et philosophique : Évêque de Cyrène dans lequel le personnage principal, Synésios, reçoit à Alexandrie l'enseignement d'une philosophie qui est à la fois une science et marquée par la beauté. De retour, Synésios devient évêque.

## Engagement politique
Michel Buenzod a été un temps [Quand ?] député au Grand Conseil et conseiller communal de 1945 à 1949 à Lausanne [réf. nécessaire].
Il a également écrit dans Gauchebdo, hebdomadaire romand « de la gauche de la gauche », jusqu'en septembre 2011 (à l'âge de 92 ans) qui a salué en lui « son goût pour la vie et sa foi en l'homme exemplaire et digne de reconnaissance ». Il s'était également engagé au Parti suisse du travail en 1945 qui l'avait exclu au début des années 1950, lui reprochant de défendre le stalinisme ainsi que pour ses critiques sur la neutralité de la Suisse [réf. nécessaire]. De 1954 à 1981, Michel Buenzod a aussi été rédacteur à la revue de gauche Contacts.

## Autres engagements
Enfin, il a également œuvré en faveur des conditions de vie des handicapés mentaux et a contribué à la création de la Fondation du Centre de Vernand qui accueille des enfants handicapés.

## Sources
- Fonds : Buenzod (Michel) (1880-2012) [26 boîtes, 1 affiche, 1 carte, 7,15 mètres linéaires].  Cote : CH-000053-1 PP 945. Archives cantonales vaudoises (présentation en ligne).
- « Michel Buenzod », sur la base de données des personnalités vaudoises sur la plateforme « Patrinum » de la Bibliothèque cantonale et universitaire de Lausanne.
- Pierre Jeanneret, Michel Buenzod. L'homme engagé, l'écrivain, Vevey, Éditions de L'Aire, 2016.
- Alain Nicollier, Henri-Charles Dahlem, Dictionnaire des écrivains suisses d'expression française, vol. 1, p. 142-143
- Roger Francillon, Histoire de la littérature en Suisse romande, vol. 4, p. 310 et 446
- Henri-Charles Dahlem, Sur les pas d'un lecteur heureux guide littéraire de la Suisse, p. 76. [BCU/Doc. vaudoise/bs/2008/11/12]